# Mormonia dayremi
Mormonia dayremi là một loài bướm đêm trong họ Noctuidae.